# R. Sharath Jois
R. Sharath Jois (nacido Rangaswamy Sharath; 29 de septiembre de 1971 - 11 de noviembre de 2024) fue un maestro, practicante y poseedor del linaje (paramaguru) indio de Ashtanga Yoga, siguiendo la tradición de su abuelo K. Pattabhi Jois. Fue director del Centro de Yoga Sharath en Mysuru, India.

## Primeros años de vida
Jois nació el 29 de septiembre de 1971 en Mysore, India, hijo de Saraswati Rangaswamy, hija de K. Pattabhi Jois.  Jois nació en una familia dedicada a la práctica, preservación y enseñanza de Ashtanga yoga como su abuelo había aprendido de su maestro, T. Krishnamacharya . Jois, que estuvo expuesto al yoga desde su nacimiento, comenzó a practicar asanas de manera informal alrededor de los siete años y continuó sin compromiso hasta los 14 años. A los 19 años, comenzó el estudio formal del sistema de Ashtanga yoga con su abuelo y se convirtió en el heredero de la tradición del Ashtanga yoga. 
El abuelo de Jois, K. Pattabhi Jois, comenzó a estudiar yoga con T. Krishnamacharya a la edad de 12 años, en 1927, y continuó su estudio formal con su maestro hasta 1954. Pattabhi Jois dedicó más de 70 años de su vida a la práctica y enseñanza del Ashtanga yoga . Fundó el Instituto de Investigación de Ashtanga Yoga, su primera escuela de yoga, en su hogar en Lakshmipuram en 1948. Para dar cabida al creciente número de estudiantes que llegaban a estudiar, abrió una nueva escuela en Gokulam en 2002.
Jois sufrió muchas enfermedades en su niñez: pasando un año en cama debido a la mononucleosis infecciosa a los cuatro años, y luego fracturándose una pierna y padeciendo fiebre reumática a los siete años.  En la escuela, obtuvo un diploma en electrónica del JSS en Mysore. Aprendió sus primeras asanas a los siete años.  Su abuelo solía decir que los niños pequeños podían jugar con posturas de las series primaria e intermedia, ya que muchas de ellas son fáciles de realizar para los niños.

## Maestro de yoga
Cuando tenía 19 años, su madre le dijo que debería comenzar a ayudar a su abuelo en el shala de yoga, ya que había muchos estudiantes y su abuelo ya no era joven. Desde entonces, se convirtió en asistente de tiempo completo de Pattabhi Jois. Fue durante estos años que la devoción de Sharath por la práctica se profundizó y comenzó a intuir su poder transformador.
Jois estudió tanto los aspectos experimentales como los teóricos del yoga con su abuelo durante bastante tiempo antes de sentirse listo para guiar a otros en el método. Sharath señaló que era importante que un practicante comprendiera el asana y la vinyasa asociada antes de enseñar a otros. Pasó innumerables horas observando a su abuelo enseñar, trabajando con estudiantes de distintos tipos de cuerpo y desarrollando un sentido de cómo trabajar con las diferencias individuales.
Como maestro, Jois refuerza la idea de que el Ashtanga yoga es un proceso y que las asanas son solo un aspecto de la práctica, preparándose para que los individuos incorporen los otros elementos en sus vidas. Hay muchas capas en la práctica y, aunque puede parecer lineal, marcada por el progreso a través de la adición de nuevas asanas, en realidad es mucho más matizada. Por eso se anima a los estudiantes a centrarse en la práctica física, ya que es en los aspectos experimentales donde ocurre el verdadero aprendizaje, no solo leyendo sobre teoría del yoga; la práctica es la base para la aplicación práctica de la teoría del yoga. Estudió con su abuelo durante veinte años.
Jois comenzó a viajar internacionalmente con su abuelo en la década de 1990 para enseñar Ashtanga yoga. Ambos sentían que era imperativo viajar y enseñar un sistema auténtico de yoga en Occidente, donde el yoga se estaba volviendo cada vez más popular y se enseñaba de maneras no tradicionales. En un esfuerzo por mantener la integridad y la tradición de la práctica, Jois continuó viajando y enseñando en todo el mundo.

## Director del instituto de yoga
En 2007, cuando Pattabhi Jois ya no gozaba de buena salud y no podía enseñar, Sharath asumió el cargo de director del instituto. Sharath, ha crecido constantemente en su rol como director del KPJAYI y como la máxima autoridad en la práctica, habiendo estudiado y practicado las seis series con su abuelo. Su estilo de enseñanza y su presencia en el shala han sido descritos por un estudiante avanzado como un equilibrio entre rigor y compasión.
En un intento por continuar el linaje del yoga, realizó un curso de profesores en el verano para practicantes autorizados y certificados para garantizar que el método Ashtanga se enseñara en el espíritu de la tradición y con respeto al linaje de gurús del yoga que han mantenido viva la práctica: Rama Mohan Bramachari, T. Krishnamacharya y su abuelo. Jois fue homenajeado en una celebración celebrada tras la finalización de uno de los cursos de formación docente en 2014.  Durante este curso, Sharath recordó a sus estudiantes la importancia de enseñar "desde el corazón".
Siguiendo el espíritu de su difunto abuelo, Jois organizaba conferencias los sábados después de dirigir las clases para discutir aspectos importantes de la práctica, la teoría y para abordar cualquier pregunta o inquietud que los estudiantes pudieran tener con respecto a la práctica. Jois reiteró que, para recibir todos los beneficios de la práctica, uno debe practicar intencionalmente con las 4 D en mente: devoción, dedicación, determinación y disciplina.
En 2019, la madre de Jois, Saraswathi Rangaswamy, trasladó su escuela de yoga al K. Pattabhi Jois Ashtanga Yoga Institute (KPJAYI) y lo renombró como K. Pattabhi Jois Ashtanga Yoga Shala. Sharath Jois abrió una nueva shala, Sharath Yoga Center.
En Ashtanga Yoga Anusthana, Jois analiza las asanas que pueden tener valor terapéutico.

## Muerte
El 11 de noviembre de 2024, Jois estaba en Estados Unidos, visitando la Universidad de Virginia.Mientras caminaba con estudiantes en la cercana Humpback Rock, sufrió un ataque cardíaco fatal a la edad de 53 años.

## Premios y distinciones
- Sharath se ha comunicado con las escuelas y ha abogado por la inclusión del yoga en el plan de estudios. Campus de la Universidad de Virginia </link> tiene un programa tradicional de Mysore dirigido por un profesor autorizado por KPJAYI.[13][14]
- Homenajeado por Uttarkashi recibe el título de Mahayogi Guru[15]
- Homenajeado por Mysore Yoga recibe el título de Paramaguru[16]

## Publicaciones
Jois publicó Ashtanga Yoga Anusthana, que ofrece una introducción y descripción general del Ashtanga Yoga, delineando las ocho ramas de la práctica, la importancia de Tristhana y Vinyasa, las asanas principales de la serie primaria y las asanas complementarias para la terapia.
- Jois, Sharath. Sin edad: los secretos de un yogui para una vida larga y saludable
- Escribió el prólogo de la edición de 2010 de Yoga Mala: Las enseñanzas originales del maestro de Ashtanga Yoga Sri K. Pattabhi Jois [17]
- Destacado en LA Yoga [18]
- Destacado en la revista Namarupa en entrevistas y artículos [15]
- Artículos escritos para la revista Pushpam [19]
- Destacado en revistas de yoga y periódicos indios [8]